# Evaristo Manero Mollá
Evaristo Manero Mollá, (Relleu 1849- Alicante-1916) médico español, presidente-decano del Colegio de Médicos de Alicante y cofundador de la Cruz Roja Española alicantina, socio del Instituto Médico Valenciano, académico correspondiente de la actual Real Academia de Medicina de la Comunidad Valenciana.  

## Biografía
Hijo de un rico labrador Casiano Manero y de la maestra Rafaela Mollá, nació el 23 de septiembre de 1849 en Relleu, localidad alicantina de la comarca de la Marina Baja. Estudió Medicina en la Universidad Literaria de Valencia hoy Universidad de Valencia y Cirugía en la Universidad de Madrid licenciándose en 1871. 
Pronto pudo demostrar su valor y valía cuando la epidemia de fiebre amarilla de Barcelona de 1870 se extendió a Alicante presentándose voluntario en el Ayuntamiento como médico, y en la lucha contra la fiebre amarilla arriesgó su vida llegando a contagiarse él mismo. Lo hizo junto a los galenos Ildefónso Bergez, Juan Jornet, los hermanos Ausó Arenas, Luis Mauricio Chorro, Remigio Sebastiá, J. Seguí, V. Navarro, A. Bernabeu, Falomir y J. Davó. El alcalde Eleuterio Maisonnave le ofreció un puesto de médico higienista municipal, y un año después fue condecorado con la Cruz de Epidemias (ver Orden Civil de Sanidad). En 1872 se fundó en Alicante la primera ‘Asociación Médico-Farmacéutica’ de la que fue socio y al año siguiente Manero cofundaba con otros colegas la asociación Cruz Roja alicantina en plena Rebelión cantonal días antes del Bombardeo de Alicante (1873) durante el cual, junto con Silvio Escolano,  se encargó de las ambulancias mientras José Sánchez Santana y el ayudante Doménech cuidarían del Hospital de sangre que se había abierto en el Convento de la Preciosísima Sangre de Cristo (Alicante).
En 1894 participó en la fundación del “Colegio de Médico-Farmacéutico Provincial” que presidió el farmacéutico José Soler con el doctor Federico Fajardo Guardiola de secretario. Tras el cambio de legislación y la segregación de estos dos sectores sanitarios formó parte de la Junta que presidió José Mª Martínez Soriano del ya Ilustre Colegio de Médicos de Alicante en calidad de vocal. En 1903 fue presidente teniendo en la Junta colegial de secretario a Juan Sebastiá Teijeiro, tesorero el dr Gabriel Montesinos y Donday, vocales: el dr José Gadea Pro, Enrique Fdez Grau, el dr Federico Parreño Ballesteros, José Sánchez Santana, Pedro Cabello Francés y de contador Edmundo Ramos Prevés. Como novedad se integró por primera vez a dos colegas de la provincia de Alicante: José Pérez Bernabéu de Monovar y Antonio Segarra Lloret de Villajoyosa.
Durante su presidencia se crearía por el Ayuntamiento de Alicante la “Liga Antituberculosa Provincial” presidida por el alcalde Alfonso de Rojas y Pascual de Bonanza y de secretario Enrique Alberola, presidente del Real Club de Regatas de Alicante, pero sería la Junta colegial quien llevaría verdaderamente el peso de la misma. Fue autor de trabajos de investigación entre los que destacan La Epidemiologia de la fiebre amarilla en Alicante y Topografía médica de Alicante que fueron premiados por la entonces “Real Academia de Medicina y Cirugía de Barcelona”.” suponiendo la primera el accésit. 
En 1910, al ser desahuciada la Escuela Normal de Maestros por no poder pagar la Diputación Provincial de Alicante el importe de los alquileres, cedió un edificio de su propiedad n.º 1 de la actual calle López Torregrosa durante 12 años y recibió la Cruz de la Orden de la Beneficencia (España) y el Diploma de Honor y la Gran Placa de la Cruz Roja que presidió durante años. 
Falleció el 28 de abril de 1916 y la ciudad le honró con una calle.
Tuvo como continuadores en la profesión a sus hijos Carlos y Evaristo Manero Pineda.